# Pakistan na Plażowych Igrzyskach Azjatyckich 2012
Pakistan na III Plażowych Igrzyskach Azjatyckich w 2012 roku reprezentowało osiemnastu zawodników, wyłącznie mężczyzn. Był to trzeci start reprezentacji Pakistanu na plażowych igrzyskach azjatyckich.

## Wyniki

### Kabaddi plażowe
Pakistan wystawił swoją męską reprezentację w turnieju kabaddi plażowego. Rywalizując w grupie B drużyna zwyciężyła wszystkie mecze i awansowała do półfinału, gdzie pokonała reprezentację Indii. W finale Pakistan przegrał z Iranem i wywalczył srebrny medal.
Zawodnicy:
- Nasir Ali
- Muhammad Khalid
- Abrar Khan
- Ibrar Hussain
- Akhlaq Hussain
- Wajid Ali

| Konkurencja      | Faza eliminacyjna  | Faza eliminacyjna | Faza eliminacyjna | Półfinały     | Finał / Mecz o brąz | Klas. końcowa |
| Konkurencja      | Mecz I             | Mecz II           | Mecz III          | Półfinały     | Finał / Mecz o brąz | Klas. końcowa |
| ---------------- | ------------------ | ----------------- | ----------------- | ------------- | ------------------- | ------------- |
| Turniej mężczyzn | Afganistan W 58:27 | Sri Lanka W 35:21 | Tajlandia W 52:27 | Indie W 32:30 | Iran P 33:39        |               |

### Piłka ręczna plażowa
Pakistan wystawił swoją męską reprezentację w turnieju plażowej piłki ręcznej. Rywalizując w fazie pierwszej w grupie B drużyna zwyciężyła cztery z pięciu meczów i zajęła drugie miejsce w grupie. W fazie drugiej Pakistan rywalizował w grupie D, zwyciężając jeden z dwóch meczów i plasując się na drugim miejscu. W półfinale przegrał z Katarem, późniejszym złotym medalistą. W meczu o brąz Pakistan zwyciężył reprezentację Omanu.
Zawodnicy:
- Tariq Iqbal
- Naseer Ahmad
- Tahir Ali
- Muhammad Sohaib
- Zahid Ali
- Muhammad Atif
- Habib Rehman
- Muhammad Pervaiz
- Muhammad Javed
- Nasr Ullah

| Konkurencja      | Faza pierwsza   | Faza pierwsza | Faza pierwsza  | Faza pierwsza | Faza pierwsza | Faza druga                            | Faza druga | Faza druga | Półfinał    | Finał / Mecz o brąz | Klas. końcowa |
| Konkurencja      | Mecz I          | Mecz II       | Mecz III       | Mecz IV       | Miejsce       | Mecz I                                | Mecz II    | Miejsce    | Półfinał    | Finał / Mecz o brąz | Klas. końcowa |
| ---------------- | --------------- | ------------- | -------------- | ------------- | ------------- | ------------------------------------- | ---------- | ---------- | ----------- | ------------------- | ------------- |
| Turniej mężczyzn | Sri Lanka W 2-0 | Wietnam W 2-0 | Hongkong W 2-0 | Katar P 0-2   | 2.            | Niezależni Sportowcy Olimpijscy W 2-1 | Oman P 1-2 | 2.         | Katar P 0-2 | Oman W 2-1          |               |

### Żeglarstwo
Pakistan w żeglarstwie reprezentowało dwóch surferów. Obaj startowali w klasie techno 293 mężczyzn. Qasim Abbas uplasował się na 10. miejscy, zdobywając 100 punktów, zaś Khalid Hussain zajął 12. miejsce z 117 punktami na koncie, przy czym nie wystartował w dwóch ostatnich wyścigach.
Zawodnicy:
- Qasim Abbas
- Khalid Hussain

| Konkurencja         | Zawodnik       | Wyścig I | Wyścig II | Wyścig III | Wyścig IV | Wyścig V | Wyścig VI | Wyścig VII | Wyścig VIII | Wyścig IX | Wyścig X | Wyścig XI | Punktów łącznie | Klas. końcowa |
| ------------------- | -------------- | -------- | --------- | ---------- | --------- | -------- | --------- | ---------- | ----------- | --------- | -------- | --------- | --------------- | ------------- |
| Techno 293 mężczyzn | Qasim Abbas    | 11       | 11        | 10         | 12        | 10       | 11        | 11         | 10          | 8         | 8        | 10        | 100             | 10.           |
| Techno 293 mężczyzn | Khalid Hussain | 9        | 13        | 11         | 11        | 13       | 12        | 10         | 12          | 12        | 14 DNC   | 14 DNC    | 117             | 12.           |